# Rollin’ (Air Raid Vehicle)
«Rollin’ (Air Raid Vehicle)» — песня группы Limp Bizkit, выпущенная в качестве третьего сингла вместе с «My Generation» 10 октября 2000 года с третьего студийного альбома Chocolate Starfish and the Hot Dog Flavored Water.
Существует ремикс «Rollin’ (Urban Assault Vehicle)» с участием хип-хоп исполнителей DMX, Method Man и Redman при создании Swizz Beatz. Он был саундтреком к фильму «Форсаж». Ремикс был также включён в треклист альбома.

## Список композиций
CD 1
1. «Rollin' (Air Raid Vehicle)»
2. «I Would For You» (Life)
3. «Take A Look Around» (Instrumental)
4. «Rollin' (Air Raid Vehicle)» (Music Video)

CD 2
1. «Rollin' (Air Raid Vehicle)»
2. «Show Me What You Got»
3. «Rollin' (Air Raid Vehicle)» (Instrumental)
4. «Video Snippets»

## Видеоклип
Видеоклип был снят на Южной башне бывшего Всемирного торгового центра в Нью-Йорке. В начале клипа к Фреду Дёрсту подъезжают Бен Стиллер и Стивен Дорфф на Bentley Azure. Из Bentley слышен припев песни «My Generation» группы Limp Bizkit. Они ошибочно принимают Дёрста за камердинера и кидают ему ключи от машины. После этого Фред садится и заводит её, затем, катаясь по Манхэттену набирает в течение клипа остальных участников Limp Bizkit. Параллельно видеоклип также показывает Фреда, поющего и танцующего с девушками на одной из башен-близнецов и в танцевальной комнате. В клипе вырезаны нецензурные выражения.
Видеоклип получил награду за «Лучшее рок-видео» на церемонии вручения наград MTV Video Music Awards в 2001 году.
10 сентября 2001 года группа Limp Bizkit получила письмо от Всемирного торгового центра, поблагодарив их за показ башен в клипе. Это случилось за день до того, как башни-близнецы были уничтожены в результате террористических нападений в Нью-Йорке.

## Чарты и сертификации
| Чарт (2000–2001)                           | Высшая позиция |
| ------------------------------------------ | -------------- |
| Австралия (ARIA)                           | 11             |
| Австрия (Ö3 Austria Top 40)                | 10             |
| Бельгия/Фландрия (Ultratop 50)             | 23             |
| Бельгия/Валлония (Ultratip Bubbling Under) | 13             |
| Европа (Eurochart Hot 100)                 | 4              |
| Финляндия (Suomen virallinen lista)        | 3              |
| Франция (SNEP)                             | 72             |
| Германия (GfK)                             | 10             |
| Ирландия (IRMA)                            | 1              |
| Нидерланды (Dutch Top 40)                  | 16             |
| Нидерланды (Single Top 100)                | 18             |
| Новая Зеландия (Recorded Music NZ)         | 14             |
| Норвегия (VG-lista)                        | 9              |
| Португалия (AFP)                           | 6              |
| Шотландия (OCC Scotland)                   | 1              |
| Швеция (Sverigetopplistan)                 | 8              |
| Швейцария (Schweizer Hitparade)            | 21             |
| Великобритания (OCC UK Singles)            | 1              |
| США (Billboard Hot 100)                    | 65             |
| США (Billboard Alternative Airplay)        | 4              |
| США (Billboard Mainstream Rock)            | 10             |

| Чарт (2001)                              | Высшая позиция |
| ---------------------------------------- | -------------- |
| Австралия (ARIA)                         | 45             |
| Австрия (Ö3 Austria Top 40)              | 53             |
| Европа (Eurochart Hot 100)               | 58             |
| Германия (Official German Charts)        | 83             |
| Ирландия (IRMA)                          | 27             |
| Швеция (Sverigetopplistan)               | 66             |
| Великобритания (Official Charts Company) | 27             |

| Регион | Сертификация | Продажи |
| --- | ------------ | ------- |
| Австралия (ARIA) | Золотой      | 35 000^ |
| Великобритания (BPI) | Платиновый   | 600 000 |
| ^ Данные о тиражах приведены только на основе сертификации. · Данные о продажах + прослушиваниях приведены только на основе сертификации. |              |         |

## Участники записи
- Фред Дёрст — вокал
- Уэс Борланд — гитара
- Сэм Риверс — бас-гитара
- DJ Lethal — скрэтчинг, сэмплинг
- Джон Отто — барабаны.